# Districte de Nové Mesto nad Váhom
El districte de Nové Mesto nad Váhom - (eslovac) Okres Nové Mesto nad Váhom - és un dels 79 districtes d'Eslovàquia. Es troba a la regió de Trenčín. Té una superfície de 579,99 km², i el 2013 tenia 62.468 habitants. La capital és Nové Mesto nad Váhom.

## Demografia
| Godina             | 1994   | 2004   | 2014   | 2024   |
| ------------------ | ------ | ------ | ------ | ------ |
| Nombre de persones | 64.563 | 63.119 | 62.531 | 61.303 |
| Diferència         |        | −2,23% | −0,93% | −1,96% |

| Godina             | 2023   | 2024   |
| ------------------ | ------ | ------ |
| Nombre de persones | 61.349 | 61.303 |
| Diferència         |        | −0,07% |

## Llista de municipis

### Ciutats
- Nové Mesto nad Váhom
- Stará Turá

### Pobles
Beckov | Bošáca | Brunovce | Bzince pod Javorinou | Čachtice | Častkovce | Dolné Srnie | Haluzice | Horná Streda | Hôrka nad Váhom | Hrádok | Hrachovište | Kálnica | Kočovce | Lubina | Lúka | Modrová | Modrovka | Moravské Lieskové | Nová Bošáca | Nová Lehota | Nová Ves nad Váhom | Očkov | Pobedim | Podolie | Potvorice | Považany | Stará Lehota | Trenčianske Bohuslavice | Vaďovce | Višňové | Zemianske Podhradie
1. 1 2  «Počet obyvateľov podľa pohlavia - obce (ročne) [om7102rr_obce=AREAS_SK]».   Statistical Office of the Slovak Republic, 31-03-2025. [Consulta: 31 març 2025].